# Пре Сен Дидие
Прѐ Сен Дидиѐ (на италиански и на френски: Pré-Saint-Didier, на местен диалект: Pré-Sen-Ledjé, Пре Сен Ледже, от 1939 до 1946 г. San Desiderio Terme, Сан Дезидерио Терме) е село и община в Северна Италия, автономен регион Вале д'Аоста. Разположено е на 1004 m надморска височина. Населението на общината е 992 души (към 2010 г.).